# Aeroportul Lumbo
Aeroportul Lumbo (IATA: LFB, ICAO: FQLU) este un aeroport din Mozambic ce deservește zona Lumbo⁠(d). A fost numit după zona deservită.
Situat la o altitudine de 14 m, aeroportul dispune de o singură pistă.